# Willard van Orman Quine
Willard van Orman Quine (Akron, Ohio, 1908. június 25. –  Boston, Massachusetts, 2000. december 25.) amerikai filozófus, logikus, nevéhez fűződik több olyan híres elmélet a nyelvfilozófia területéről, mint például a Duhem–Quine-tézis, a radikális fordítás elmélete, vagy a referencia problémája, azaz a Quine-paradoxon.

## Életpályája
Filozófiából, filológiából és matematikából az ohiói Oberlin College-on szerzett BA fokozatot, majd a Harvardon folytatta tanulmányait, ahol az MA fokozat elérése után, 1932-ben megszerezte filozófiadoktori címét is. A későbbiekben ugyancsak a Harvardon lett docens, majd egyetemi professzor.
Ifjú kutatóként leginkább a matematikai logika volt fő érdeklődési területe, majd az 1950-es évek elején egyre inkább a nyelvfilozófia felé fordult, amely területen, többek között a már fentebb említett elméletek fémjelzik nevét.

## Magyarul megjelent művei
- A logika módszerei; ford. Urbán János, jegyz., kieg. Ruzsa Imre; Akadémiai, Budapest, 1968
- A tapasztalattól a tudományig. Válogatott tanulmányok; szerk., vál. Forrai Gábor, ford. Eszes Boldizsár et al.; Osiris, Budapest, 2002 (Osiris könyvtár. Tertium non datur)